# Forbasy
Forbasy (maďarsky Poprádfalu, do roku 1907 Forbasz, německy Forbs) jsou obec na Slovensku v okrese Stará Ľubovňa. Žije zde 440 obyvatel. První písemná zmínka o obci pochází z roku 1311.